# Maria Altmann

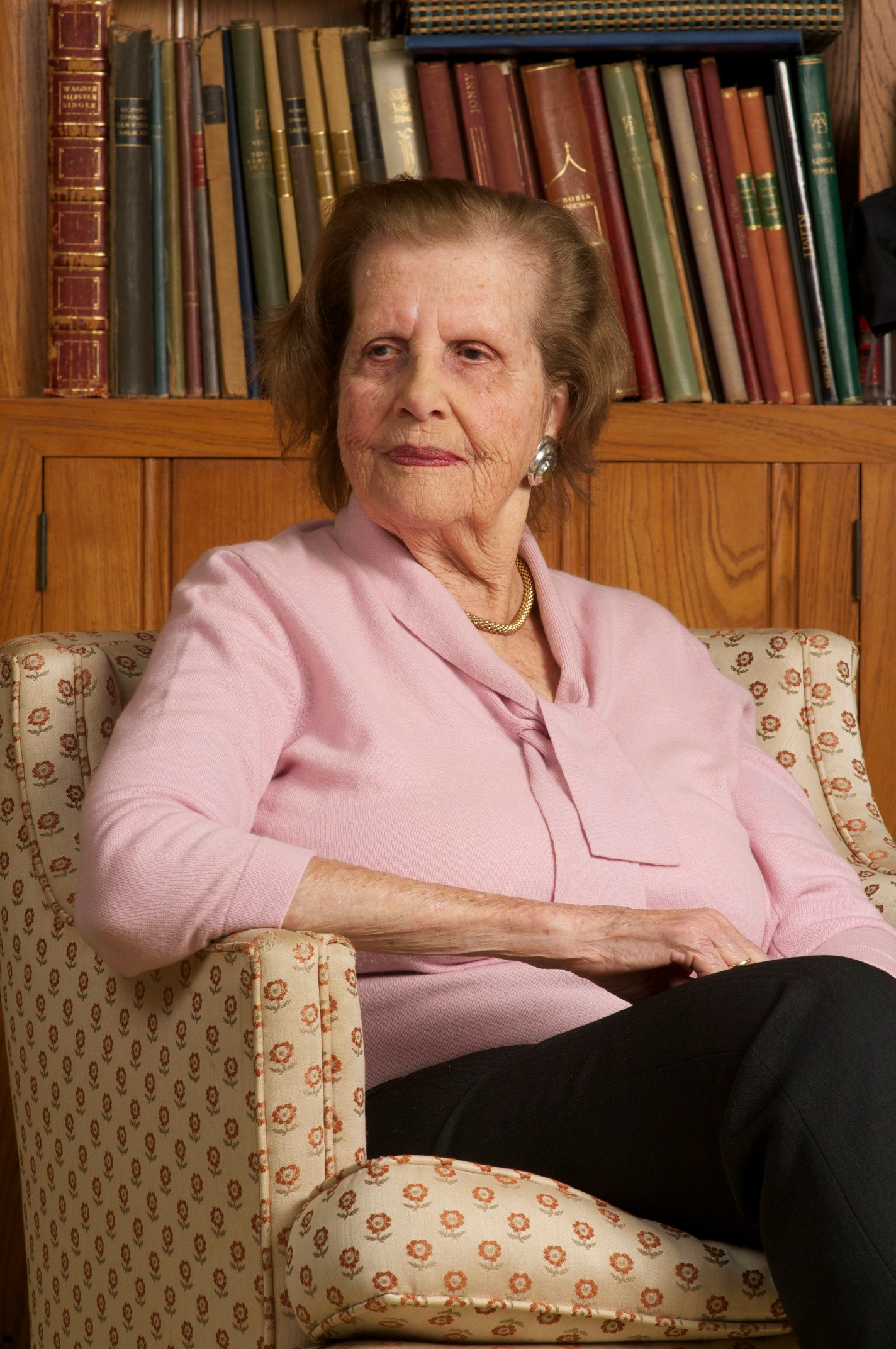
Maria Altmann, 2010

Maria Altmann (geb. 18. Februar 1916 in Wien, Österreich-Ungarn als Maria Victoria Bloch; gest. 7. Februar 2011 in Cheviot Hills, Los Angeles) war eine amerikanische Unternehmerin. In der Zeit des Nationalsozialismus als Jüdin verfolgt, emigrierte sie in die USA. Sie wurde als Erbin des Wiener Industriellen Ferdinand Bloch-Bauer bekannt. Nach jahrelangem Rechtsstreit wurden ihr im Jahr 2006 fünf Gemälde von Gustav Klimt aus dem Besitz ihres Onkels übergeben, die bis dahin in der Österreichischen Galerie im Schloss Belvedere in Wien ausgestellt waren, darunter auch das Porträt Adele Bloch-Bauer I.
2015 kam dazu der Spielfilm Die Frau in Gold heraus, in dem Maria Altmann von Helen Mirren dargestellt wurde.

## Leben und Familie
Maria Altmann war die Tochter des Rechtsanwalts Gustav Bloch (geb. 22. September 1862 in Jungbunzlau, Böhmen; gest. 2. Juli 1938 in Wien) und dessen Ehefrau Therese Bauer (geb. 26. Mai 1874 in Augsburg, Bayern; gest. 1961 in Kanada). Ihr Großvater väterlicherseits war der Zuckerindustrielle David Bloch (um 1819–1892), ihr Großvater mütterlicherseits war der Direktor des Wiener Bankvereins Moritz Bauer (1840–1905) aus Buttenwiesen in Bayern. Maria Altmanns Vater Gustav war der Bruder des Zuckerindustriellen Ferdinand Bloch und ihre Mutter Therese war die Schwester von Adele Bauer, welche 1899 die Ehefrau von Ferdinand Bloch wurde. Beide Brüder Bloch, Ferdinand und Gustav, änderten 1917 ihren Familiennamen  von Bloch in Bloch-Bauer, weil alle Söhne der Familie Bauer entweder kinderlos geblieben waren oder ausschließlich Töchter hatten.
Maria Altmann war neun Jahre alt, als ihre Tante Adele starb. Am 9. Dezember 1937 heiratete sie in der Synagoge Turnergasse in Wien Fritz Altmann, einen Bruder des Textilfabrikanten Bernhard Altmann.  Ferdinand Bloch-Bauers Hochzeitsgeschenk, ein Diamantcollier samt Ohrringen aus dem Besitz Adele Blochs, wurde später von den Nationalsozialisten geraubt und gelangte in den Besitz der Familie von Hermann Göring.
Nach dem „Anschluss“ Österreichs an das nationalsozialistische Deutsche Reich wurde die gesamte Familie zum Ziel antisemitischer Verfolgung. Fritz Altmann wurde in das KZ Dachau gebracht. Maria Altmann kam nach Berlin und wurde von der Gestapo gezwungen, der Arisierung des Betriebes von Bernhard Altmann zuzustimmen. Fritz Altmann kam nach einiger Zeit frei, wurde aber unter Hausarrest gestellt, aus dem er mit Maria Altmann flüchten konnte.
Der Weg ins Exil führte sie über die Niederlande nach Großbritannien und schließlich in die USA. 1942 erreichten sie Los Angeles, wo Maria Altmann bis zu ihrem Tod lebte. Im Jahr 1945 erhielt sie die US-Staatsbürgerschaft. Maria Altmann hatte vier Kinder und sechs Enkelkinder. Bis zu ihrem Ruhestand betrieb sie eine Boutique in Beverly Hills.

## Restitution der Klimt-Bilder
Maria Altmanns Name ist durch die Restituierung der enteigneten Kunstschätze, die ehemals im Besitz der Familie waren und 1938 auf der Flucht zurückgelassen werden mussten, in den Medien präsent. Bis jetzt wurden 36 Bilder an die Familie Altmann zurückgegeben; 16 davon waren Klimt-Werke. Im Jänner 2006 erhielt Maria Altmann, die von ihrem Anwalt E. Randol Schoenberg vertreten wurde, einem Enkel des Komponisten Arnold Schönberg, durch einen Schiedsgerichtsspruch fünf teilweise sehr bedeutende Klimt-Bilder zurück, die in der NS-Zeit der Familie enteignet worden waren. Es waren die Gemälde Adele Bloch-Bauer I, Adele Bloch-Bauer II, Apfelbaum, Buchenwald/Birkenwald und Häuser in Unterach am Attersee. Österreich hatte die Rückgabe der Bilder lange Zeit verweigert. Eine Artikel-Serie des österreichischen Journalisten Hubertus Czernin hatte jedoch 1998 die angeblichen Eigentumsrechte der Republik Österreich als nicht wahrheitsgemäß entlarvt.

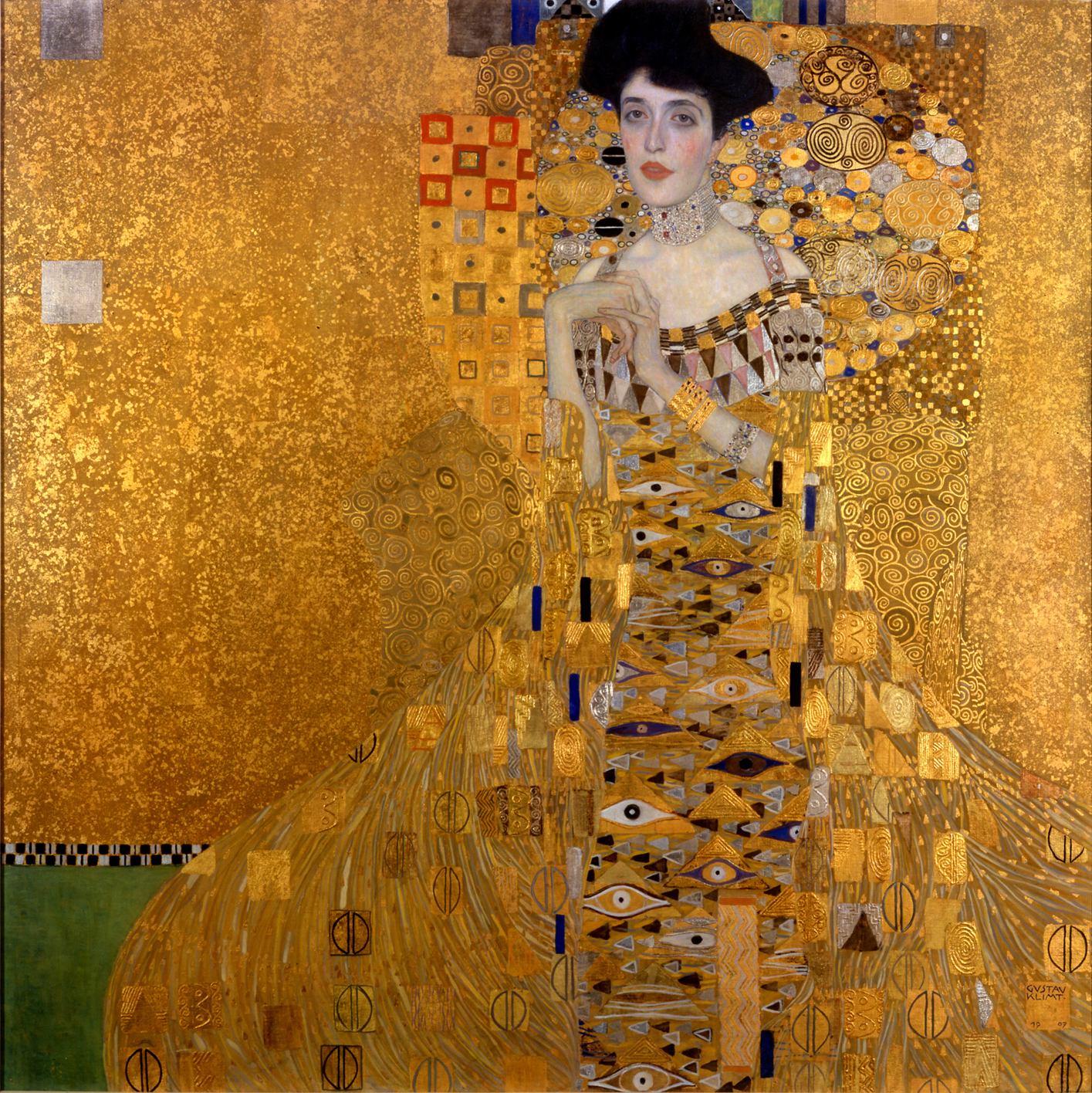
Adele Bloch-Bauer I, 1907
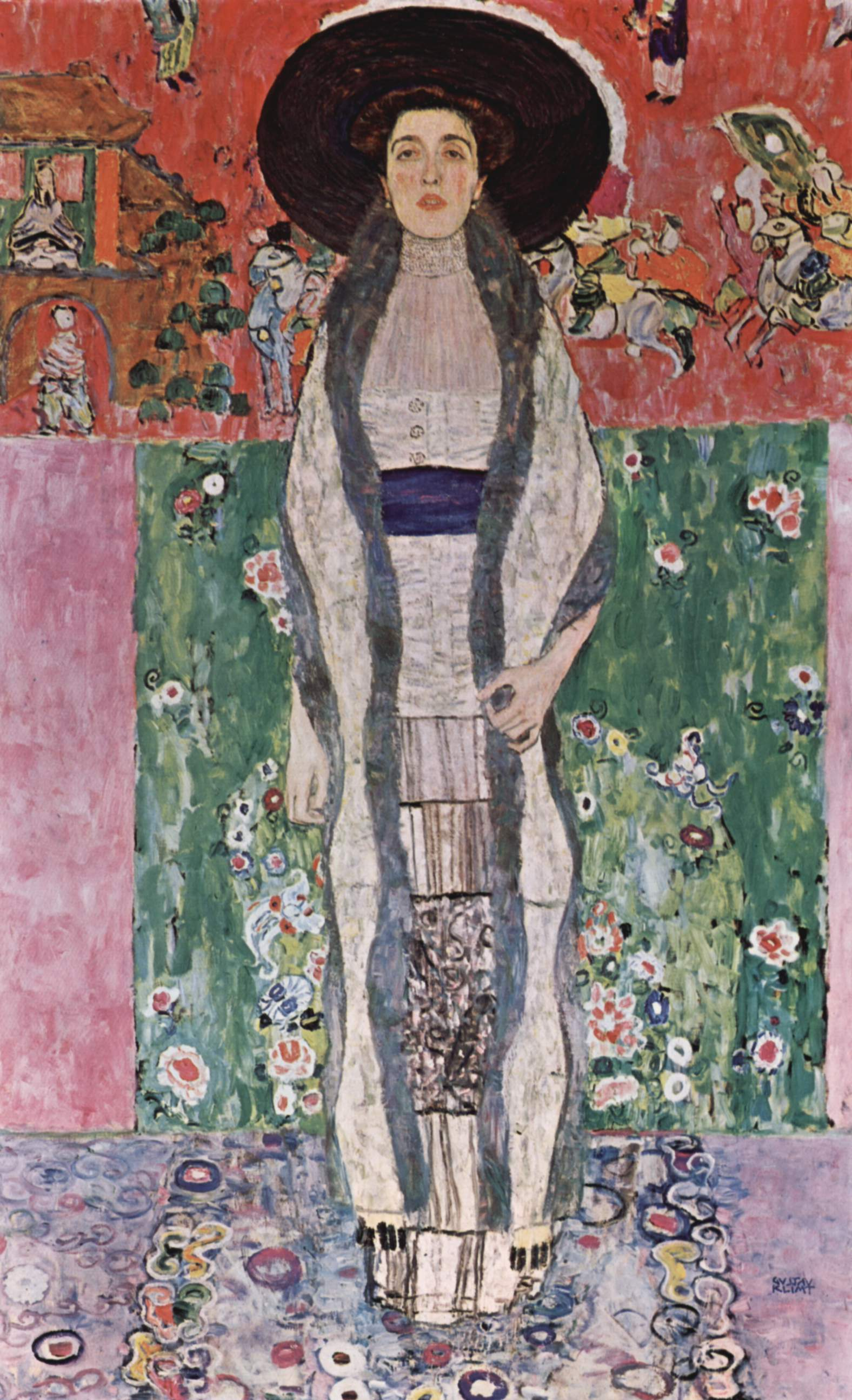
Adele Bloch-Bauer II, 1912
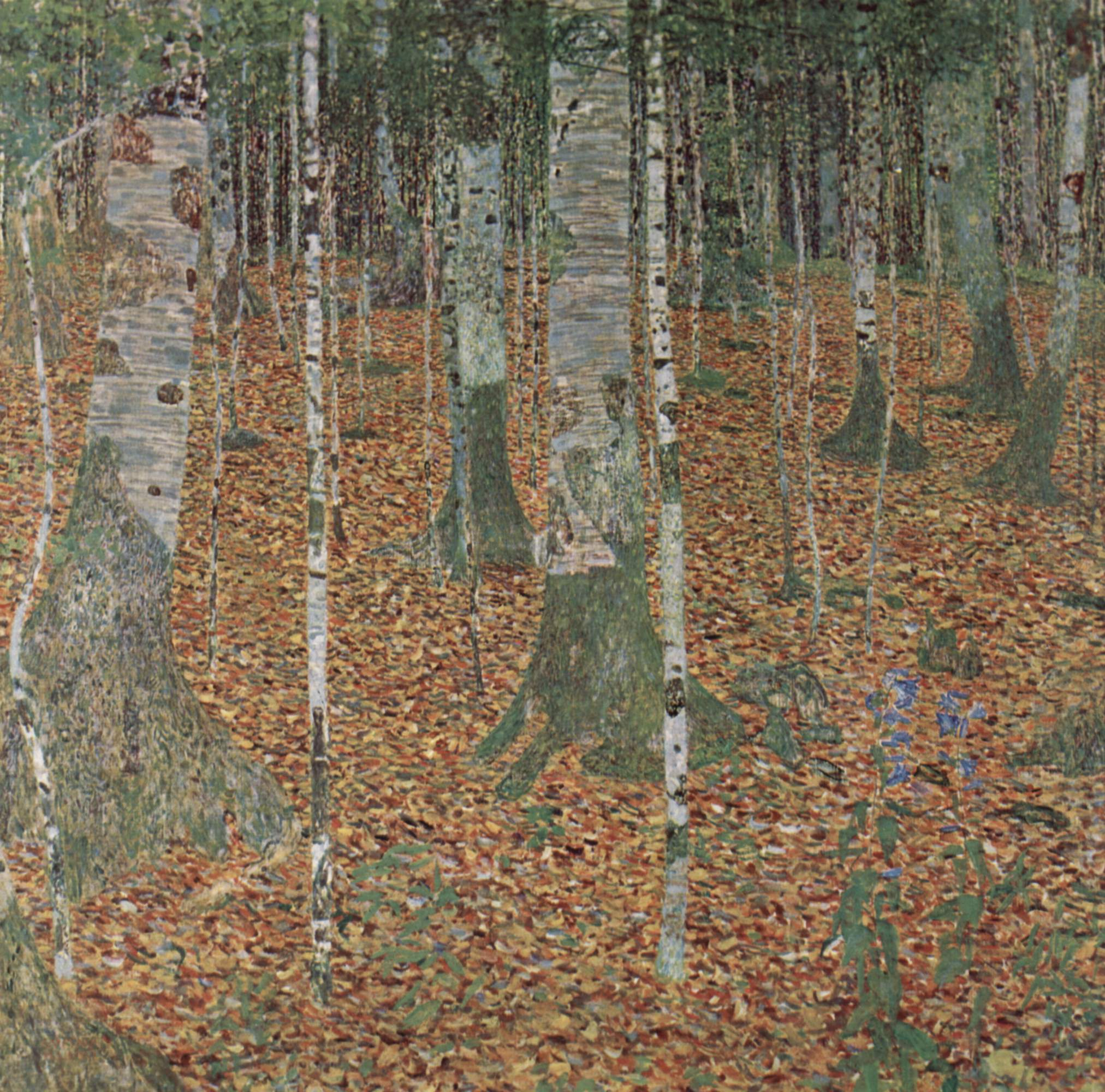
Birkenwald, 1903
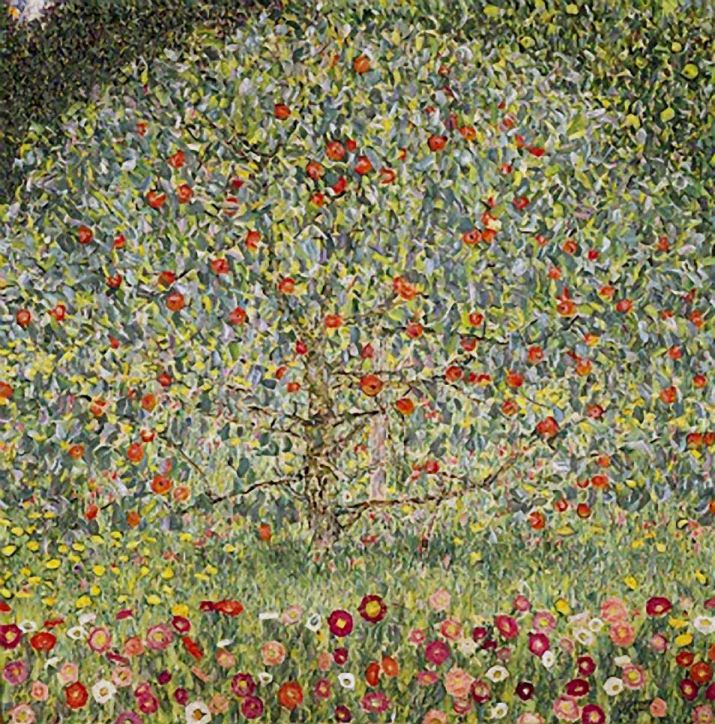
Apfelbaum I, 1912
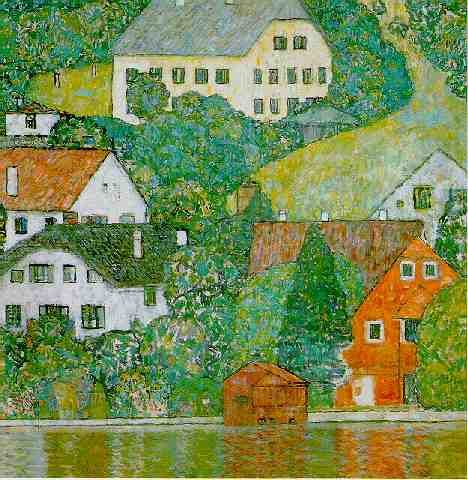
Häuser in Unterach am Attersee, 1916

### Weiteres Schicksal der fünf Klimt-Bilder
Vor dem Urteil des Schiedsgerichts wurde mit Maria Altmann (trotz ihrer Briefe und ihrer Vorsprache im zuständigen Ministerium) nicht über die Klimt-Bilder verhandelt. Laut Bundesministerin Elisabeth Gehrer habe dafür keine rechtliche Grundlage bestanden. Diese formalistische Haltung wirkte sich nicht zum Vorteil Österreichs aus.
Ursprünglich war es laut Aussagen von Maria Altmann ihre Intention gewesen, die Bilder in der Österreichischen Galerie Belvedere zu belassen, wohin sie, wie Adele Bloch-Bauer in ihrem Testament erbat, nach dem Tod ihres Gatten hätten gelangen sollen. Die hartnäckige Weigerung Österreichs, darüber zu verhandeln, ließ Altmann ihr Ansinnen ändern.
Nach der Rückgabe der Kunstwerke, die weltweites Aufsehen erregte, wurde die österreichische Bitte um eine Leihgabe von ihrem Anwalt negativ beschieden. Dagegen bot Maria Altmann dem österreichischen Staat ein Vorkaufsrecht an. Die Kunstwerke sollten einen Schätzpreis von 300 Millionen Dollar besitzen, etwa 250 Millionen Euro.
Der Direktor der Österreichischen Galerie, Gerbert Frodl, suchte nach Mäzenen, welche die Gemälde kaufen und dem österreichischen Staat zur Verfügung stellen sollten. Einen Verkauf direkt an Sponsoren schloss der Rechtsanwalt Maria Altmanns jedoch aus. Nach Altmanns Wunsch sollten die Bilder auch nach einem Verkauf der Öffentlichkeit zugänglich sein, weshalb sie Museen oder Galerien als Käufer vorzog. Am 2. Februar 2006 beschloss die Bundesregierung Schüssel II, von dem ihr eingeräumten Vorkaufsrecht keinen Gebrauch zu machen. Die Bilder wurden daher am 14. Februar 2006 aus dem Depot der Österreichischen Galerie nach Los Angeles gebracht.

### „Goldene Adele“
Im Juni 2006 erwarb der US-amerikanische Unternehmer und Philanthrop Ronald S. Lauder für die von ihm gegründete Neue Galerie in Manhattan, New York, das wohl berühmteste der fünf Bilder, Adele Bloch-Bauer I, bekannt auch als „Goldene Adele“. Er soll nach Angaben der New York Times an Altmann und ihre Miterben 135 Millionen Dollar (106,7 Mio. Euro) bezahlt haben (da es ein nicht-öffentlicher Privatverkauf war, ist diese Angabe nicht verifizierbar). Dies wäre der bis dahin höchste Kaufpreis für ein Gemälde gewesen.

### Auktion in New York
Am 8. November 2006 gelangten die restlichen vier restituierten Klimt-Bilder bei einer der größten Kunstauktionen in New York durch das Auktionshaus Christie’s in Anwesenheit von Maria Altmann zur Versteigerung. Dabei erzielte das Gemälde Adele Bloch-Bauer II, von Klimt im Jahr 1912 gemalt, 87,936 Mio. Dollar (68,8 Mio. Euro) inkl. Zuschläge. Es wurde von einem anonymen Bieter über Telefon für die US-Amerikanerin Oprah Winfrey ersteigert. Es handelte sich dabei um den fünfthöchsten Preis, der jemals für ein Gemälde bezahlt wurde. Winfrey verkaufte das Werk 2016 mit einem Gewinn von 71 Prozent für 150 Mio. Dollar an einen Chinesen.
Apfelbaum I, entstanden im Jahre 1912, um das zwischen mehreren Telefonbietern ein Wettbewerb entstanden war; erbrachte bei der Auktion 40,336 Mio. Dollar (31,6 Mio. Euro). Buchenwald/Birkenwald, 1903, wurde für 33,056 Mio. Dollar (25,9 Mio. Euro) ersteigert. Häuser in Unterach am Attersee, um 1916 entstanden, ersteigerte eine Dame im Saal für 31,376 Mio. Dollar (24,6 Mio. Euro). Die Käufer blieben anonym, der in der Öffentlichkeit verbreitete Wunsch Maria Altmanns, dass die Werke der Öffentlichkeit zugänglich gemacht werden sollten, wurde vorerst nur von Ronald Lauder erfüllt, der das Gemälde – allerdings auch nicht dauernd – in seiner Neuen Galerie zeigt.

## Restitution ihrer Aktien
In einer namentlich nicht genannten Zürcher Bank hatte Familie Altmann ein Aktienpaket der Österreichischen Zuckerindustrie AG (ÖZAG) deponiert, das auf Druck der Nationalsozialisten weit unter Wert an den Investor Clemens Auer verkauft werden musste. Mit 21,9 Millionen Dollar erhielten sie und weitere Erben der Familien Ferdinand Bloch-Bauer sowie Otto Pick vom zuständigen New Yorker Bundesrichter Edward Korman die größte Einzelrestitution aus dem Schweizer Bankvergleich zugesprochen. Das so genannte „Claims Resolution Tribunal“ hat damit gut 254 Millionen Dollar an anspruchsberechtigte Kontoinhaber ausbezahlt.

## Film
2006 erschien der Dokumentarfilm Die Affäre Klimt (Originaltitel: Stealing Klimt, Regie: Jane Chablani, Drehbuch: Martin Smith, Produktion: Films of Record, Großbritannien, 89:52 min.,), in dem Zeitzeugen wie Maria Altmann, Hubertus Czernin, Tina Walzer, Jonathan Petropoulos, Willi Korte und Randy Schoenberg zu Wort kommen und die Geschichte der Restitution zeichnen.
Das 2015 in den Kinos angelaufene Drama Die Frau in Gold erzählt nicht als Dokumentarfilm, sondern in freier Geschichtsinterpretation die Geschichte von Altmann und der Restitution. Altmann wird in dem Film von Helen Mirren gespielt.